# Giucoșin
Râul Giucoșin (în sârbă Ђукошин, cu alfabetul latin: Đukošin sau Ђукошина речица/ Đukošina rečica) este un afluent de stânga al râului Aranca (Zlatica) din România și Serbia. Giucoșinul se revarsă în Aranca lângă Jazovo. Astăzi este în cea mai mare parte o albie uscată, deoarece apa se varsă în Canalul Kikinda, parte a sistemului de canale Dunăre-Tisa-Dunăre.